# L'Enlèvement d'Europe (Rembrandt)
Pour les articles homonymes, voir L'Enlèvement d'Europe.
L'Enlèvement d'Europe est une peinture à l'huile sur un seul panneau de chêne de Rembrandt, peinte en 1632 par le peintre de l'âge d'or hollandais, et l'une de ses rares peintures à sujet mythologique. L'œuvre se trouve maintenant au J. Paul Getty Museum.
La peinture est inspirée des Métamorphoses d'Ovide, dont un épisode raconte l'histoire de la séduction et de la capture d'Europe (fille d'Agénor) par Zeus. Le tableau montre une scène sur la côte avec Europe emportée dans des eaux agitées par un taureau tandis que ses amis restés à terre ont des expressions d'horreur. Rembrandt combine sa connaissance de la littérature classique avec les intérêts de son mécène afin de créer cette œuvre allégorique. L'utilisation d'un mythe antique pour traduire une pensée contemporaine et la représentation de la scène dans le style baroque sont deux aspects forts de l'œuvre, l'une des rares œuvres de Rembrandt inspirées par la mythologie grecque.
L'Enlèvement d'Europe de Rembrandt en dit long sur les influences artistiques de son temps. L'approche de l'esprit de son mécène, le style populaire du haut baroque et l'intégration des influences d'artistes antérieurs comme Titien, s'y affichent, tout comme dans les autres sujets mythologiques qu'il a achevés.

## Rembrandt et l'art classique
L'Enlèvement d'Europe est une réinterprétation de l'histoire par Rembrandt, placé dans un cadre plus contemporain. Rembrandt développe un intérêt pour le monde classique au début de sa vie alors qu'il est à Amsterdam, qui est alors un centre commercial en pleine croissance, où il trouve travail et succès. À cette époque, le style international du haut baroque est populaire. Rembrandt n'a pas réalisé de nombreuses peintures de sujets mythologiques. Sur trois cent soixante œuvres achevées, il peint cinq récits des Métamorphoses, cinq représentations de déesses et une reine carthaginoise, dont cinq seulement représentent des sujets mythiques. Il utilise parfois ces peintures mythologiques comme allégorie, appliquant l'histoire à un thème chrétien ou à une tradition morale.

## Histoire et interprétations

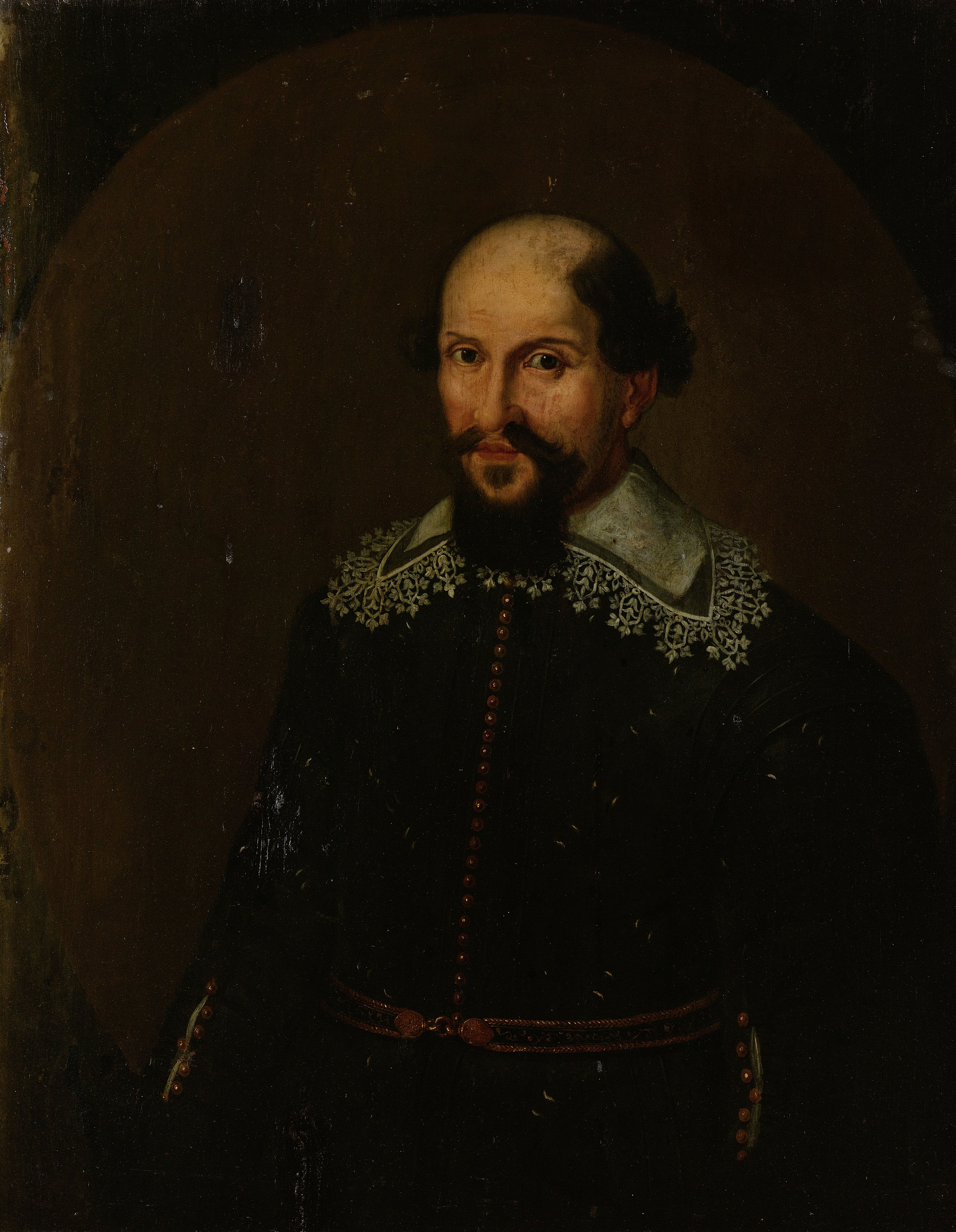
Anonyme, Portrait de Jacques Specx en 1650, Rijksmuseum Amsterdam.

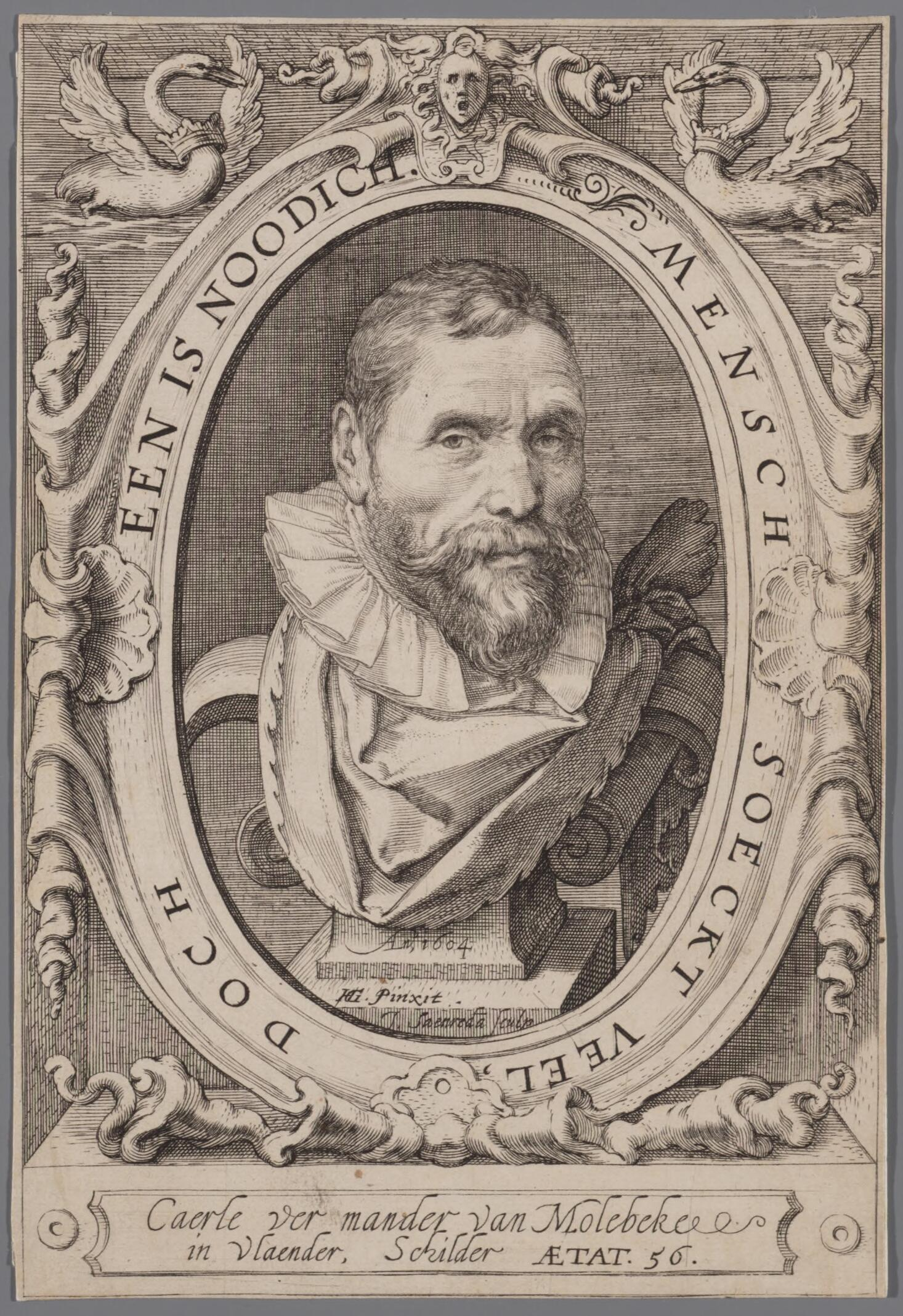
Jan Saenredam, graveur, et Hendrik Goltzius, Portrait de Karel van Mander, 1604.

Jacques Specx, de la Compagnie néerlandaise des Indes orientales, charge Rembrandt de terminer L'Enlèvement d'Europe. Specx a établi un centre commercial au Japon en 1609, servit comme gouverneur de Batavia (ancien nom de Jakarta, la capitale indonésienne), et est revenu en Hollande en 1633,. Le tableau fait partie de sa collection, ainsi que cinq portraits, également de Rembrandt.
Le sujet et sa signification allégorique sont décrits par le théoricien de l'art flamand Carel van Mander, dans le Schilder-boeck (1618). Le livre a été produit à Amsterdam et comprend des détails sur de nombreux peintres néerlandais. Rembrandt se serait familiarisé avec les théories de van Mander et ses interprétations des mythes d'Ovide. Carl Van Mander commente l'enlèvement d'Europe, avec une touche européenne.
Le récit d'Ovide de l'enlèvement d'Europe se trouve dans le Livre II 833-75 des Métamorphoses. Europe est une princesse de Tyr, qui joue avec sa cour sur la côte lorsqu'un beau taureau apparaît. Elle enfourche le taureau, qui l'entraîne rapidement dans l'océan. Quand Europe et ses amis remarquent que le taureau se retire loin dans la mer sans revenir, le taureau se transforme en Zeus et l'emmène sur l'île de Crète. La peinture de Rembrandt se déroule juste au moment où Europe est emportée sur taureau dans l'océan.
Les historiens de l'art, comme Mariët Westermann et Gary Schwartz, interprètent le tableau comme une référence à la carrière de Jacques Specx. La peinture comprend des détails de l'histoire d'Ovide qui renforcent l'emplacement du récit et le lient à la vie de Specx. Le cocher africain et l'attelage non européen dans l'ombre à droite font allusion à l'exotisme de la côte phénicienne et le port en arrière-plan au port animé de Tyr. Carel van Mander a cherché un sens applicable à l’œuvre qui fournit un concept moral à la littérature classique. Il cite une source ancienne anonyme qui a déclaré que la princesse enlevée était représentative de « l'âme humaine, portée par le corps à travers la mer agitée de ce monde ». Il émet l'hypothèse que le taureau, qui est Zeus dans le récit classique, est en réalité le nom d'un navire qui a transporté Europe de sa foyer oriental de Tyr au continent occidental qui adopte son nom.
Les commentaires littéraires de Carel van Mander sont essentiels pour déconstruire le sujet allégorique d'Europe. Dans le récit, Zeus emmène Europe en Crète. Selon l'interprétation de van Mander, elle y est transportée par bateau. Tout comme la carrière de Specx consistait à déplacer des trésors d'Asie vers l'Europe par bateau, Europe est également déplacée de son foyer en Orient vers l'Europe. La familiarité de Rembrandt avec la nature littéraire et classique de l'histoire est évidente par le taureau en tant que dieu et navire, et l'installation portuaire en arrière-plan. Le port est représentatif des ports de commerce très fréquentés de Tyr et d'Europe. La représentation de Tyr, cependant, semble assez moderne, comprenant notamment une grue, un engin qui n'existait pas au premier siècle du vivant d'Ovide. Ce détail renforce le parallèle entre Tyr et les ports néerlandais, alors que Rembrandt tente de relier l'histoire à la vie de Specx. La relation fait également allusion à la nouvelle destination imminente d'Europe, à qui elle donnera son nom. La plupart des chercheurs conviennent que ce récit a été choisi spécifiquement par Rembrandt pour réinterpréter et refléter la carrière de son commanditaire.

## Influence du baroque
Artistiquement, L'Enlèvement d'Europe reflète les attitudes et les intérêts de Rembrandt et d'autres peintres hollandais du début au milieu du XVIIe siècle. L'œuvre incarne le haut baroque international avec un éclairage dramatique venant de la gauche et avec le drame à son paroxysme au moment de l'enlèvement. Ce style est populaire à Leyde, la ville natale du peintre. Le haut baroque est également présent dans l'œuvre de Rubens étudiée par Rembrandt. Le rivage idyllique et les reflets détaillés dans l'eau montrent l'intérêt croissant pour le naturalisme dans l'art. Le naturalisme joue un rôle important dans d'autres aspects de l'œuvre. Rembrandt oppose les arbres sombres aux bleus clairs et aux ciels roses. Il utilise également la lumière pour dramatiser davantage la peinture, comme en témoignent les paillettes d'or sur les robes et les voitures. La représentation d'Europe sur le taureau combine ces détails : les personnages se reflètent nettement dans l'eau, sa robe a des fils dorés et même ses bijoux reflètent un peu de lumière. De plus, un intérêt croissant pour la peinture de paysage historique existe dans le sud des Pays-Bas. Les intérêts artistiques pour la peinture de genre, de paysage et de mythe se combinent dans cette œuvre.

## Influence de Titien

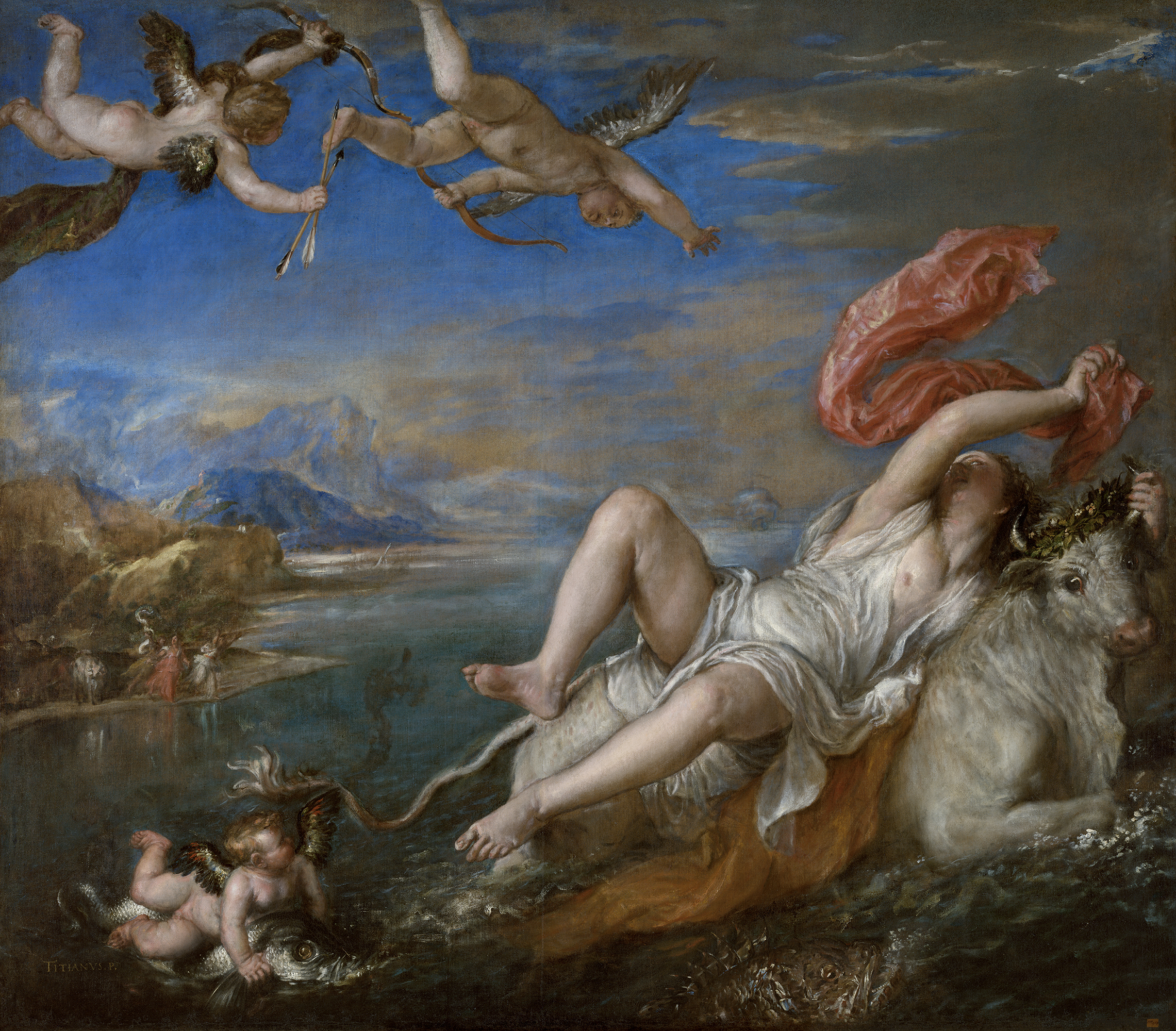
Titien, Le Rapt d'Europe, 1560-1562.

Rembrandt n'est pas le premier artiste à représenter l'enlèvement d'Europe par Zeus. L'artiste italien Titien a créé une œuvre similaire près de soixante-dix ans auparavant. De nombreux historiens de l'art s'accordent à dire que Titien a eu une énorme influence sur Rembrandt, notamment Westermann qui relie les deux artistes en comparant leurs travaux sur Danaé. Rembrandt est souvent appelé le « Titien du nord » ; nombre de ses portraits montrent l'influence du style et de la technique du Titien,. Bien que Rembrandt n'ait jamais voyagé en Italie, les peintures vénitiennes parviennent de plus en plus à Amsterdam, au fur et à mesure de sa croissance en tant que centre d'art. Amy Golahny écrit à ce sujet :«  Lorsque le secrétaire du Staudthouder demanda aux deux jeunes peintres [Rembrandt et Jan Lievens] pourquoi ils n'avaient pas entrepris le voyage en Italie pour y étudier les grands monuments, et surtout les œuvres de Raphaël et de Michel-Ange, ils répondirent qu'il y avait une abondance d'art italien déjà visible en Hollande. » La présence de l'art italien devait être forte, car Rembrandt gardait dans son atelier une peinture du Christ au denier de Titien. 
Un lien et une influence sont encore plus visibles donc la représentation par Titien de la même histoire d'Ovide,Le Rapt d'Europe. Si les influences de l'Europe de Titien (1560-1562) sont reconnaissables, l'œuvre de Rembrandt est unique. Les deux œuvres représentent un drame exacerbé, mais le travail de Titien, commandé par Philippe II (roi d'Espagne), est de nature plus violente. Titien utilise la représentation psychologique de l'horreur et de la nudité d'Europe pour refléter la violence sexuelle du moment. Le travail de Rembrandt est une représentation moins intense de la violence, mais conserve le point paroxysmique du sujet. Titien présente les personnages en costume ancien, himations et chitons, conservant nettement le caractère mythologique de l'œuvre. Rembrandt place ses personnages dans des vêtements hollandais contemporains, ce qui rend l'histoire plus accessible à son spectateur. L'œuvre de Rembrandt se déroule dans un cadre réaliste, sans les chérubins et dans un cadre naturel très familier pour son public néerlandais, Jacques Specx. Rembrandt effectue ces changements non seulement pour se démarquer de Titien, mais aussi pour adapter l'œuvre spécifiquement à l'esprit de son commanditaire.